# Гірнамме
Гірнамме (Гір-Намме) I (д/н — бл. 2040 до н. е.) — цар еламської держави Симашкі. Відновив самостійність Еламу. Не слід плутати з царем Гірнамме II.

## Життєпис
Поступове відродження державності Еламу почалося після падіння гутійського царя Тирігана в Шумері близько 2109 року до н. е. Батько Гірнамме I, ім'я якого невідоме, розпочав боротьбу з гутійським родом Шадармата, що фактично панував на значній території Еламу з містом Аншан. 
Для боротьби з ним уклав союз з урським царем Шульгі, який у 2060/2059 року до н.е. сплюндрував Аншан, що ймовірно тоді ще перебував під владою гутіїв. В подальшому Гірнамме I скористався руйнуванням міст-держав суперників, а також підривом потугу гутіїв Шадармата, завдяки чому почав поступово об'єднувати Елам. Дослідники приписують саме Гірнамме відновлення Симашкі та остаточне перенесення ритуальної столиці з Авану, де зазвичай проводили усі царські обряди еламітів, до рідного міста Симашкі.
Близько 2049 року до н.е. урські війська захопили Симашкі, що може свідчити про зникнення гутійської загрози та початок протистояння Уру і Еламу. 
Можливо помер близько 2040 року до н.е. Йому спадкував Тазіта I.